# ICloud
 (транскр.  Ајклауд) је услуга у облаку којом управља Apple Inc. Покренут је 12. октобра 2011. Омогућава корисницима да складиште и синхронизују податке на различитим уређајима.